# Flèche wallonne 1946
La Flèche wallonne 1946, 10e édition de la course, a lieu le 9 juin 1946 sur un parcours de 253 km. La victoire revient au Belge Désiré Keteleer, qui a terminé la course en 6 h 58 min 48 s, devant ses compatriotes René Walschot et Edward Van Dijck.
Sur la ligne d’arrivée de Liège, 24 des 61 coureurs au départ à Mons ont terminé la course.

## Classement final
| #  | Coureur           | Équipe             |    | Temps           |
| -- | ----------------- | ------------------ | -- | --------------- |
| 1  | Désiré Keteleer   | Groene Leeuw       | en | 6 h 58 min 48 s |
| 2  | René Walschot     | Mercier-Hutchinson | +  | 0 s             |
| 3  | Edward Van Dijck  | Cycles Roberty     |    | 1 min 02 s      |
| 4  | Émile Masson      | Alcyon-Dunlop      |    | 1 min 02 s      |
| 5  | Petrus Van Verre  | Garin              |    | 1 min 02 s      |
| 6  | Roger Desmet      | Thompson           |    | 1 min 02 s      |
| 7  | Emiel Faignaert   | Dilecta            |    | 1 min 02 s      |
| 8  | Frans Bonduel     | Dilecta            |    | 1 min 02 s      |
| 9  | Richard Depoorter | Mercier-Hutchinson |    | 3 min 29 s      |
| 10 | Jozef Somers      | Cilo               |    | 3 min 29 s      |